# Agylla semirufa
Agylla semirufa là một loài bướm đêm thuộc phân họ Arctiinae, họ Erebidae.